# Zapole (Otwock)
Pour les articles homonymes, voir Zapole.
Zapole (prononciation : [zaˈpɔlɛ]) est un hameau polonais du village de Radwanków Szlachecki de la gmina de Sobienie-Jeziory dans le powiat d'Otwock de la voïvodie de Mazovie dans le centre-est de la Pologne.
Il se situe à environ 3 km au nord-ouest de Sobienie-Jeziory (siège de la gmina), 19 km au sud d'Otwock (siège du powiat) et à 36 km au sud-est de Varsovie (capitale de la Pologne).
Le village compte approximativement 70 habitants.

## Histoire
De 1975 à 1998, le village appartenait administrativement à la voïvodie de Siedlce.